# デビッド・ペイン
デビッド・ペイン（David Payne、1982年7月24日 - ）はアメリカ合衆国の陸上競技選手。専門は110メートルハードル。一発勝負には弱いが、予選・準決勝・決勝とラウンドをこなしていく大会には強い選手である。
オハイオ州シンシナティに生まれ、のちに一家は同州ワイオミング（Wyoming）へ引っ越した。陸上競技を始めたのは高校2年生の時である。ペインはシンシナティ大学在学中、110mハードルと400mハードルを専門としていた。大学生時代、アメリカの学生陸上競技大会カンファレンスUSA（Conference USA）にて多数のタイトルを獲得し、2004年の大会では模範選手として最優秀選手賞（Conference USA Outdoor Athlete of the Year）を受賞した。また110mハードルと400メートルハードルの両方でシンシナティ大学の学内記録を打ち立て、2度全米大学体育協会（NCAA）の110mハードルの部を制している。2004年にシンシナティ大学を卒業。フロリダ州クレアモント在住。
2007年のパンアメリカン競技大会ではダイロン・ロブレスに次いで銀メダルを獲得する。同年大阪市で開催された世界陸上競技選手権大会では、予選と準決勝で自己ベストである13秒02を記録、決勝で銅メダルを獲得した。この大会には本来、全米選手権で4位だったペインは出場できなかったのだが、アメリカ代表のドミニク・アーノルドが怪我で出場できなくなったことにより、8月27日に電話で招集され、翌8月28日夜に大阪入りし、さらに翌8月29日の予選に出場するというハードスケジュールだった。緊急招集での出場であったため、本国アメリカのマスメディアからも「お前、誰? 何で走ったの?」と質問攻めに遭った。

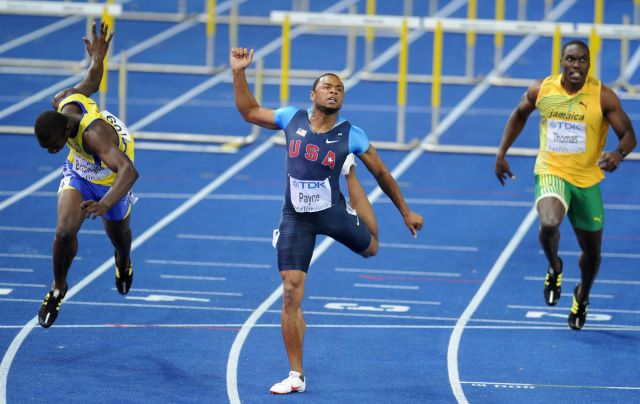
2009年世界陸上ベルリン大会にて

2008年の全米選手権では、自力でオリンピックへの出場切符をつかみ、同年に中華人民共和国で開かれた北京オリンピックでは110mハードルでシーズンベストとなる13秒17を記録して銀メダルを獲得した。この時の金メダリストはキューバの選手で、世界記録保持者のダイロン・ロブレスであった。
2009年は大半の室内競技会への出場を見合わせ、オリンピック出場時の調子を取り戻して同年の全米選手権に110メートルハードルに出場し、ドイツ・ベルリンで開催される世界陸上競技選手権大会への出場を決めた。この試合でペインは写真判定の上、0.003秒差の13秒115でテレンス・トランメルに辛勝した。トランメルは北京オリンピック出場者で、世界陸上大阪大会の銀メダリスト、またかつての110メートルハードルの全米覇者である。トランメルは最終ハードルでペインに追い付き、追い抜いたと思われたことから、ペインの勝利は大いなる驚きをもって受け入れられた。なお、世界陸上ベルリン大会ではトランメルに同タイムで敗北、銅メダルだった。